# Corporation des bibliothécaires professionnels du Québec
La Corporation des bibliothécaires professionnels du Québec (CBPQ) est une corporation regroupant les bibliothécaires professionnels du Québec.
Selon le plus récent profil des membres de la CBPQ de 2016, 558 personnes sont membres de la Corporation des bibliothécaires professionnels du Québec et elle est « le seul organisme représentant exclusivement la profession de bibliothécaire au Québec. Le titre de « bibliothécaire professionnel » ne peut être utilisé que par les membres de la CBPQ.
Le conseil d'administration se compose de plusieurs membres et de plusieurs administrateurs, secrétaire, trésorier, conseillers, et délégués.  La CBPQ comprend également plusieurs autres comités organisateurs, dont ceux du congrès annuel et de la formation continue.

## Historique
La création de la Corporation des bibliothécaires professionnels du Québec (CBPQ) s'est produite en 1969, à la suite de l'adoption de la loi 175 sur les bibliothécaires professionnels, introduite la même année à l'Assemblée nationale. C'est précisément le 30 mai 1969,, date à laquelle la profession de bibliothécaire fut reconnue officiellement par la loi du Québec (c.105). Cet évènement fut crucial pour la "[...]reconnaissance du bibliothécaire en tant que professionnel" (Lajeunesse, 2008) .  M. Guy Forget fut le premier président de la CBPQ en 1969 et 1970. 

### Code de profession
Le code de la profession de bibliothécaire a été fortement revendiqué par les membres car celui-ci se trouvait dans les corporations à titre réservé et non dans les corporations à pratiques exclusives. Après plusieurs tentatives à faire reconnaître la profession de bibliothécaire par la CBPQ, cette dernière dut abandonner les démarches, les pertes d'autonomie en tant que corporation et la perte de protection de ses membres étaient des risques trop importants pour la CBPQ.  

### Les dénonciations de la CBPQ envers le gouvernement
Entre 1972 à 1976, des regroupements, des études et des prises de décisions firent leurs apparitions afin de dénoncer les actes de discrimination envers les bibliothécaires des milieux collégiaux, des commissions scolaires et de la fonction publique.  C'est en 1974 que le rapport Discrimination du gouvernement à l’égard des bibliothécaires fût publié par le comité formé de l'ASTED et de la CBPQ.  Deux ans plus tard, les membres de la CBPQ furent invités à une manifestation qui eut lieu dans la ville de Québec pour appuyer les propos du rapport.  Les membres eurent finalement gain de cause: le statut des bibliothécaires a été révisé et leur traitement augmenté.

### Période actuelle
Entre 1997 et 2000, les membres de la CBPQ ont voté à 75% en faveur du « [...] maintien du titre actuel et ils ont réaffirmé que la mission et les objectifs de la Corporation répondaient à leurs attentes.» 
Depuis décembre 2002, la CBPQ est membre de la Table permanente de concertation des bibliothèques québécoise dont le mandat est de soutenir la collaboration entre les divers types de bibliothèques au Québec (publiques, scolaires, collégiales, universitaires et spécialisées). En 2016, la BAnQ précise que les travaux de la Table porte actuellement sur « l’évolution des bibliothèques à l’ère numérique, sur la promotion de l’importance des bibliothèques dans la société et la sensibilisation de la population à leur rôle crucial ainsi que sur les retombées économiques des bibliothèques. »
 

La CBPQ a organisé, en collaboration avec l’ASTED (Association pour l’avancement des sciences et des techniques de la documentation) et la SEC-SLA (Section de l’Est du Canada de la Special Libraries Association), le Congrès des professionnel.le.s de l’information (CPI) en 2016 (première édition), 2017 et 2018. Le CPI 2019, organisé par la FMD (Fédération des milieux documentaires), soulignait le 50e anniversaire de la Corporation. 

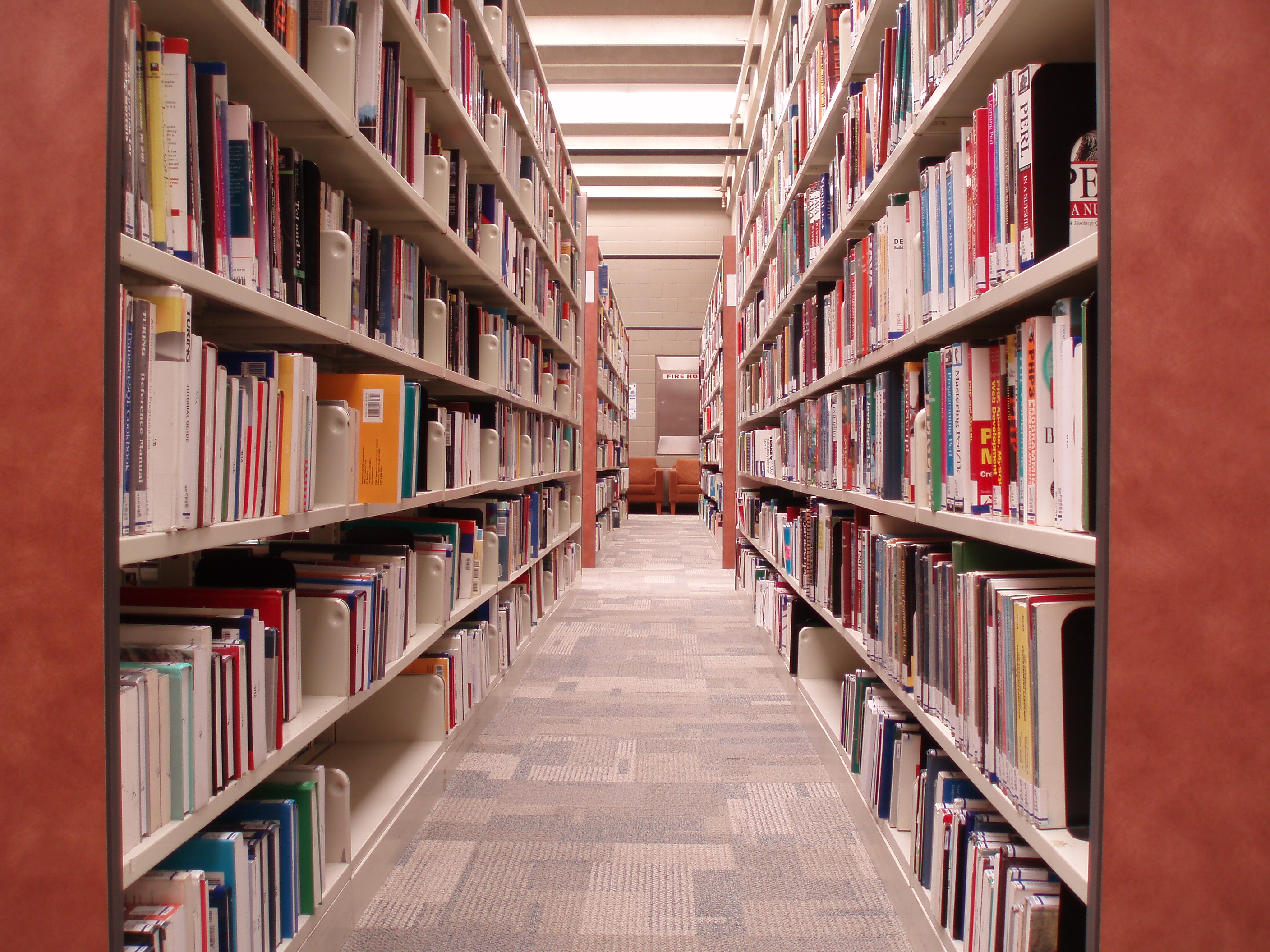
Steacie Science and Engineering Library at York University

## Mission
La Corporation des bibliothécaires professionnels du Québec (CBPQ) a pour mission principale « la protection du public et le rayonnement de la profession. Elle s'en acquitte, notamment, par ses programmes de perfectionnement, son code d'éthique et sa participation active aux débats de l'heure. »

### Objectifs
Les objectifs de la CBPQ sont :
- Améliorer la qualité des services d'information offerts par les bibliothécaires à leurs diverses clientèles.
- Enrichir le niveau de compétence des bibliothécaires professionnels.
- Faire connaître le savoir-faire des bibliothécaires professionnels et des professionnels de l'information, et en faire la promotion.
- Voir aux intérêts professionnels des membres.

« Malgré les limites que lui confère son statut de corporation à « titre réservé », la CBPQ est devenue un lieu de rassemblement professionnel des bibliothécaires. »

### Formation continue[11]
La Corporation des bibliothécaires professionnels du Québec accorde une grande importance à la formation continue depuis sa création en 1969. Pour la Corporation, la formation continue constitue un gage que les connaissances de la profession sont à jour et assure la qualité du service à la population. 
La CBPQ crée, en 1975, le Comité de formation professionnelle dont le mandant consiste à créer un programme s’échelonnant sur une année. Ce programme vise à compléter la formation offerte dans les écoles de bibliothéconomie et des sciences de l’information grâce à des activités d’une journée portant sur divers thèmes actuels, la mise à jour des connaissances et la formation sur des domaines peu couverts dans les programmes d’études (tels que l’évaluation du personnel ou la planification stratégique). 

## Publications
Plusieurs types de publications sont créés et distribués par la CBPQ.  Voici les principales publications :
- CorpoClic est le bulletin de nouvelles adressé aux membres de la CBPQ et disponible 5 fois par année. Il est envoyé sous forme de courriel.

- La revue Argus[13] est la revue officielle de la Corporation des bibliothécaires professionnels du Québec.  Elle est publiée deux à trois fois par année, variant d'une année à l'autre.
- Plusieurs ouvrages et guides ont été publiés par la Corporation des bibliothécaires professionnels du Québec :
  - le livre Bibliothécaire: passeur de savoirs[4], aux Éditions Carte blanche, qui a été créé à l'occasion du 40e anniversaire de la CBPQ.
  - le Guide de compétences en gestion. Postes en milieux documentaires. Préparons la relève!
  - La gestion de l'information: la survie de l'entreprise par Monique Dumont et Élisabeth Lavigueur-Cabanne. 1999, 16 pages
  - Actions Bibliothèques! Pour l'avenir des bibliothèques du Québec. Programme de formation pour les porte-parole des bibliothécaires et des bibliothèques. Guide du participant. 1997 (58 pages) Traduction française : France Bouthillier
- Quelques mémoires ont aussi été rédigés par la CBPQ :
  - Renouvellement de la politique culturelle, août 2016
  - Projet de loi sur les bibliothèques publiques au Québec, avril 2006
  - Briller parmi les meilleurs avec la bibliothèque scolaire. Mémoire présenté au Forums Place aux citoyens (Volet : Éducation) Mars 2004 Coalition en faveur des bibliothèques scolaires
  - Réaction de la Corporation des bibliothécaires professionnels du Québec (CBPQ) Au « Projet de loi 160 » Loi concernant la Bibliothèque nationale du Québec et modifiant diverses dispositions législatives. Déposé la Commission de la culture de l’Assemblée nationale du Québec 6 décembre 2000[14].